# Song Machine, Season One: Strange Timez
Song Machine, Season One: Strange Timez este al șaptelea album de studio al trupei virtuale britanice Gorillaz, lansat pe 23 octombrie 2020 prin Parlophone și Warner Bros. Albumul este lansat ca parte a proiectului Song Machine al lui Gorillaz, o serie web care constă dintr-o colecție de single-uri și videoclipuri muzicale, denumite „episoade”, fiecare prezentând diferiți artiști invitați. Albumul a marcat revenirea personajului Murdoc Niccals în materiale promoționale, după absența sa din The Now Now în 2018. Discul a primit recenzii pozitive din partea criticilor muzicali.  

## Începutul lucrărilor
Pe 28 ianuarie 2020, trupa a lansat oficial imagini prin intermediul rețelelor de socializare care anunță un concept intitulat Song Machine. Un single promoțional de 23 de secunde intitulat „Song Machine Theme Tune” a fost lansat pe serviciile de streaming cu un videoclip însoțitor.  Damon Albarn și Remi Kabaka Jr au vorbit cu Annie Mac de la BBC Radio 1 pentru premiera oficială, spunând că Song Machine „poate avea un arc narativ obtuz la sfârșitul fiecărui sezon, dar este mai mult Ozark, decât Designated Survivor . Continuați până când rămâneți fără idei.”  
La premiera Episodei Unu pe 30 ianuarie, Albarn a dezvăluit că grupul a fost în studio cu Schoolboy Q printre alții, deși a spus că aceste melodii ar putea fi salvate pentru viitoarele serii Song Machine .  Un comunicat de presă a fost publicat pentru a explica în continuare Song Machine, iar membrul virtual al Gorillaz, Russel Hobbs, a spus: „ Song Machine este un mod cu totul nou de a face ceea ce facem, Gorillaz rupând matrița pentru că modelul a îmbătrânit. Lumea se mișcă mai repede decât o particulă supraalimentată, așa că trebuie să fim gata să cadă. Nici măcar nu știm cine va mai trece prin studio. Song Machine se hrănește cu necunoscut, funcționează pe haos pur. Deci, orice dracu’ s-ar întâmpla, suntem pregătiți și pregătiți să producem ca și cum nu ar exista mâine.” 
Episodul doi a fost lansat pe 27 februarie 2020.  În ciuda unui program lunar dezvăluit inițial, nu au fost lansate single-uri în martie din cauza creșterii pandemiei de COVID-19 . Pe 24 martie, trupa a lansat o declarație prin Instagram, liniștindu-i pe fani că, în ciuda „vremurilor serioase”, Song Machine va continua.  Episodul trei a fost lansat apoi pe 9 aprilie.
Pe 2 mai, un single de sine stătător numit „ How Far? ” a fost lansat fără niciun anunț prealabil la mijlocul programului de lansare al sezonului 1, ca un tribut adus lui Tony Allen, care a murit pe 30 aprilie, și a fost un colaborator frecvent cu Albarn.  Drept urmare, Episodul Patru, inițial tachinat să fie următorul la sfârșitul videoclipului pentru Aries, și-a amânat lansarea pentru 9 iunie.  Pe 13 iunie, albumul a fost dezvăluit pe site-ul web Gorillaz sub numele Almanac CD, despre care se spune că ar fi un album cu 10 piese, care va fi ambalat împreună cu Gorillaz Almanac în octombrie 2020.
După premiera episodului cinci din 20 iulie, sa declarat că proiectul va începe o scurtă pauză, care va dura până la o dată nespecificată, în septembrie.   Pe 7 septembrie, a fost dezvăluit că următorul single al trupei se va intitula „ Strange Timez ” și îl va prezenta pe Robert Smith .  Episodul șase, primul dintre single-uri care a avut muzica complet înregistrată în timpul pandemiei, a fost lansat pe 9 septembrie, odată cu anunțarea titlului și a listei de melodii ale albumului. 
Episodul șapte a fost lansat pe 1 octombrie.  Episodul opt a fost lansat pe 5 noiembrie. Episodul nouă a fost lansat pe 24 decembrie; Spre deosebire de versiunile anterioare Song Machine, melodia nu a fost lansată ca single.

## Stilul muzical
Criticii au descris în primul rând discul ca rock alternativ,   hip hop   și muzică electronică .   Criticii au remarcat, de asemenea, de-a lungul albumului pop,  punk rock,  indie rock,  electropop,  pop psihedelic,  R&B,  funk,  soul,  bossa nova,  reggae,  acid house,  și downtempo   în diferite piese specificate.
Soey Kim de la Vogue a comentat că discul „este o amalgamare ambițioasă și haotică de sunete și genuri”, și a mai precizat că sunetul variază de la „punk rock la R&B la hip-hop”.  Thomas Smith de la NME a remarcat, de asemenea, diversitatea stilistică a albumului, declarând că discul este o „afacere variată care trage de la Albarn și de șansa [sic] a trupei pentru explorare: punk rock-ul se așează fără efort lângă baladele sclipitoare de pian, în timp ce hip-hop jucăuș și ambianța melancolică post-rave ne liniștește capetele bătătoare.” 
Song Machine, Sezonul unu: Strange Timez a primit în general recenzii pozitive de la critici, pe Metacritic, care atribuie un rating normalizat din 100 recenziilor din publicațiile profesionale, lansarea a primit un scor mediu de 81, pe baza a 15 recenzii, indicând „aclamare universală”. .  Agregator AnyDecentMusic? au acordat albumului un 7,6 din 10, pe baza evaluării lor asupra consensului critic. 

Într-o recenzie pozitivă, Alexis Petridis ' The Guardian i-a lăudat pe artiștii invitați ai albumului, declarând „Nu este doar faptul că invitații demonstrează gustul excelent al lui Albarn pentru muzică, deși o fac – de la St Vincent la Octavian la Georgia la Unknown Mortal Orchestra, cel puțin. în melodiile ediției de lux – este ceea ce el alege să facă cu vocile lor.”  Jordan Blum, de la Consequence of Sound ' i-a lăudat pe artiștii invitați, comentând că albumul „încapsulează bizareria ironică, flexibilitatea stilistică și încorporarea ispititoare a muzicienilor invitați marca Gorillaz”.  Blum a lăudat, de asemenea, ritmul albumului, afirmând că albumul „curge foarte lin, totuși, menținând un ritm fluid, schimbând stilurile cu o regularitate constantă”. 

## Lista de piese
Toate piesele sunt scrise de Damon Albarn, Remi Kabaka Jr. și invitații respectivi ai pieselor și sunt produse de Gorillaz și Remi Kabaka Jr., cu excepția cazului în care este menționat.
| Song Machine, Season One: Strange Timez – Standard edition |                                                                   |                                                     |         |  |
| Nr.                                                        | Titlu                                                             | Producător(i)                                       | Lungime |  |
| 1.                                                         | „Strange Timez⁠(d)” (împreună cu Robert Smith⁠(d)                   | Gorillaz Smith Remi Kabaka Jr.                      | 3:48    |  |
| 2.                                                         | „The Valley of the Pagans⁠(d)” (împreună cuBeck)                   |                                                     | 3:00    |  |
| 3.                                                         | „The Lost Chord” (împreună cu Leee John⁠(d)                        | Gorillaz Ford Kabaka                                | 4:03    |  |
| 4.                                                         | „Pac-Man⁠(d)” (împreună cu Schoolboy Q)                            | Gorillaz Prince Paul ⁠( d ) Kabaka                   | 3:12    |  |
| 5.                                                         | „Chalk Tablet Towers” (împreună cu St. Vincent⁠(d)                 |                                                     | 3:02    |  |
| 6.                                                         | „The Pink Phantom⁠(d)” (împreună cu Elton John și 6lack⁠(d)         |                                                     | 4:13    |  |
| 7.                                                         | „Aries⁠(d)” (împreună cu Peter Hook și Georgia⁠(d)                  | Gorillaz Ford Kabaka P2J ⁠( d )                      | 4:14    |  |
| 8.                                                         | „Friday 13th⁠(d)” (împreună cu Octavian⁠(d)                         |                                                     | 3:37    |  |
| 9.                                                         | „Dead Butterflies” (împreună cu Kano⁠(d) și Roxani Arias)          | Gorillaz Mike Will Made It [ 35 ] Marzeratti Kabaka | 4:33    |  |
| 10.                                                        | „Désolé⁠(d)” (Versiunea extinsă) (împreună cu Fatoumata Diawara⁠(d) | Gorillaz Ford Kabaka                                | 5:33    |  |
| 11.                                                        | „Momentary Bliss⁠(d)” (împreună cu Slowthai⁠(d) și Slaves⁠(d)        | Gorillaz Kabaka Dean                                | 3:43    |  |
| Lungime totală:                                            | Lungime totală:                                                   | Lungime totală:                                     | 42:58   |  |

| Song Machine, Season One: Strange Timez – Ediție de lux - discul doi |                                                                        |                                   |         |  |
| Nr.                                                                  | Titlu                                                                  | Producător(i)                     | Lungime |  |
| 1.                                                                   | „Opium” (împreună cu EarthGang⁠(d)                                      | Gorillaz P2J Kabaka               | 6:50    |  |
| 2.                                                                   | „Simplicity” (împreună cu Joan As Police Woman⁠(d)                      | Gorillaz Joan Wasser ⁠( d ) Kabaka | 2:43    |  |
| 3.                                                                   | „Severed Head” (împreună cu GoldLink⁠(d) și Unknown Mortal Orchestra⁠(d) |                                   | 3:34    |  |
| 4.                                                                   | „With Love to an Ex” (împreună cu Moonchild Sanelly⁠(d)                 |                                   | 3:00    |  |
| 5.                                                                   | „MLS” (împreună cu JPEGMafia⁠(d) și Chai⁠(d)                             |                                   | 3:13    |  |
| 6.                                                                   | „How Far?⁠(d)” (împreună cu Tony Allen⁠(d) și Skepta⁠(d)                  |                                   | 2:46    |  |
| Lungime totală:                                                      | Lungime totală:                                                        | Lungime totală:                   | 22:06   |  |

## Personal
Credite adaptate din notele de linie și Tidal . 
- Damon Albarn – producție (all tracks), voce (tracks 1–14, 16), clape (tracks 1–6, 8–10, 12–18), bas (tracks 2, 3, 5, 6, 8, 10, 13–14, 18), chitară (tracks 2, 4–5, 7, 8, 10–14, 16–18), programare tobe (tracks 2, 10, 16), sintetizator (tracks 4, 7), voce de fundal, tobe, percuție (track 4), pian (tracks 6, 12), melodică (tracks 16–17)
- Jamie Hewlett – opera de artă, design
- Remi Kabaka Jr. – producție (all tracks), programare tobe (tracks 1–2, 5–9, 11–16), percuție (tracks 1, 3–5, 7, 10, 12–13, 15, 17), tobe (tracks 3–4, 7)
- Stephen Sedgwick – mixaj (all tracks), inginerie (tracks 1–4, 6–18)
- John Davis – mastering (tracks 1–12, 14–18)
- Samuel Egglenton – inginerie (tracks 1–14, 16–18)
- James Ford – producție, tobe, percuție (tracks 3, 7, 10), clape (tracks 3, 10), chitară (track 3), sintetizator, programare tobe (track 7), balafon, citara (track 10)

Operă de artă suplimentară
- Stars Redmond – asistență

| Chart (2020)                           | Peak position |
| -------------------------------------- | ------------- |
| Australian Albums (ARIA)               | 5             |
| Austrian Albums (Ö3 Austria)           | 9             |
| Belgian Albums (Ultratop Flanders)     | 6             |
| Belgian Albums (Ultratop Wallonia)     | 12            |
| Canadian Albums (Billboard)            | 18            |
| Croatian International Albums (HDU⁠(d)  | 4             |
| Danish Albums (Hitlisten)              | 12            |
| Dutch Albums (MegaCharts)              | 6             |
| French Albums (SNEP)                   | 19            |
| Greek Albums (IFPI Greece⁠(d)           | 19            |
| Hungarian Albums (MAHASZ)              | 4             |
| Irish Albums (IRMA)                    | 2             |
| Italian Albums (FIMI)                  | 23            |
| Japanese Albums (Oricon)               | 65            |
| New Zealand Albums (Recorded Music NZ) | 5             |
| Polish Albums (ZPAV)                   | 41            |
| Portuguese Albums (AFP)                | 2             |
| Scottish Albums (OCC)                  | 2             |
| Spanish Albums (PROMUSICAE)            | 24            |
| Swiss Albums (Schweizer Hitparade)     | 8             |
| UK Albums (OCC)                        | 2             |
| US Billboard 200                       | 12            |
| US Top Alternative Albums (Billboard)  | 2             |
| US Top Rock Albums (Billboard)         | 3             |

| Chart (2020)                          | Position |
| ------------------------------------- | -------- |
| US Top Alternative Albums (Billboard) | 50       |
| US Top Rock Albums (Billboard)        | 83       |

1. ↑  „Gorillaz Are Teasing Something Called 'Song Machine'”. Stereogum. 28 ianuarie 2020. Accesat în 29 ianuarie 2020.
2. ↑  „Gorillaz unveil 'Momentary Bliss' video, featuring slowthai and Slaves”. diymag.com.
3. ↑  „Radio 1's Future Sounds with Annie Mac - Gorillaz, slowthai and Slaves - BBC Sounds”. Bbc.co.uk. Accesat în 27 februarie 2020.
4. ↑  „Song Machine: Gorillaz team up with slowthai and Slaves for new online series”. NME. 29 ianuarie 2020.
5. ↑   Gorillaz - Désolé ft. Fatoumata Diawara (Episode Two). 27 februarie 2020. https://www.youtube.com/watch?v=ZLKZKmdZEjM.
6. ↑  Fielding, Amy (25 martie 2020). „GORILLAZ PROMISE NEW MUSIC AS SONG MACHINE "REMAINS ON!" AMID CORONAVIRUS PANDEMIC”. Accesat în 7 septembrie 2020.
7. ↑  „Gorillaz Share New Song "How Far?" With Tony Allen and Skepta: Listen”. Pitchfork. 2 mai 2020. Accesat în 14 iunie 2020.
8. ↑   Gorillaz - Aries ft. Peter Hook & Georgia (Episode Three). https://www.youtube.com/watch?v=PKXloFW_ZCA.
9. ↑   Gorillaz - PAC-MAN ft. ScHoolboy Q (Episode Five). 20 iulie 2020. https://www.youtube.com/watch?v=G-7U-FDql1A.
10. ↑  „Gorillaz share new song with ScHoolboy Q 'PAC-MAN'”. NME Music News, Reviews, Videos, Galleries, Tickets and Blogs | NME.COM (în engleză). 21 iulie 2020. Accesat în 22 iulie 2020.
11. ↑  „Gorillaz on Instagram: Coming up on Song Machine...It's Robert Smith. Swipe to see more...and follow your nearest Song Machine”. Instagram. 7 September 2020. Arhivat din original în 2023-03-11. Accesat în limited. Verificați datele pentru: |access-date= (ajutor)
12. ↑  Strauss, Matthew (9 septembrie 2020). „Gorillaz Detail New Song Machine Project Featuring St. Vincent, the Cure's Robert Smith, and More”. Pitchfork.
13. ↑  Minsker, Evan. „Gorillaz Share New Song With Elton John and 6LACK”. Pitchfork (în engleză). Accesat în 16 octombrie 2020.
14. 1 2  Goyat, Yohann. „GORILLAZ: SONG MACHINE, SEASON ONE: STRANGE TIMEZ”. PANM360.
15. 1 2 3 4 5 6  „Song Machine, Season One: Strange Timez”. Sputnikmusic.
16. ↑  „Gorillaz – 'Song Machine: Season One – Strange Timez' review: bingeable brilliance from the pop oddballs”. NME.
17. ↑  „Gorillaz Tap slowthai & Slaves for New Single "Momentary Bliss"”. Hypebeast. 30 ianuarie 2020.
18. ↑  „Gorillaz's 'Song Machine: Season One – Strange Timez' Is a Perfect Pop Tonic for 2020: Album Review”. Variety.
19. ↑  „Gorillaz Link With slowthai, Slaves On 'Momentary Bliss'”. Clash Magazine. 31 ianuarie 2020.
20. ↑  Stremfel, Thomas (29 octombrie 2020). „Gorillaz's 'Song Machine' is the perfect summer playlist—in the middle of October”. The Orion⁠(d). Accesat în 23 octombrie 2021.
21. ↑  Kim, Soey (30 octombrie 2020). „7 Great Music Releases We've Obsessed Over This Month”. Vogue. Accesat în 1 noiembrie 2020.
22. ↑  Richardson, Mark (21 octombrie 2020). „'Song Machine, Season One: Strange Timez' by Gorillaz Review: More Than Monkeying Around”. Wall Street Journal.
23. ↑  Broerman, Michael. „Gorillaz Get Retro With "PAC-MAN" Ft. ScHoolboy Q [Watch]”. Liveforlivemusic. Accesat în 3 august 2020.
24. ↑  Blistein, Jon (29 ianuarie 2020). „Gorillaz Detail New Music, Video Series 'Song Machine'”. Rolling Stone. Accesat în 9 iunie 2020.
25. ↑  Kim, Soey (30 octombrie 2020). „7 Great Music Releases We've Obsessed Over this Month”. Vogue. Accesat în 3 noiembrie 2020.
26. ↑  Smith, Thomas (22 octombrie 2020). „Gorillaz - 'Song Machine: Season One - Strange Timez' review: bingeable brilliance from the pop oddballs”. NME. Accesat în 3 noiembrie 2020.
27. ↑  „Reviews and Tracks for Song Machine, Season One: Strange Timez by Gorillaz”. Metacritic. Arhivat din original în 9 ianuarie 2023. Accesat în 23 octombrie 2020.
28. ↑  Stephen Thomas Erlewine. „Song Machine, Season One: Strange Timez - Gorillaz”. AllMusic. Arhivat din original la 23 octombrie 2020. Accesat în 23 octombrie 2020.
29. ↑  Blum, Jordan (20 octombrie 2020). „Gorillaz Continue to Exude Colorful Chemistry on Song Machine, Season One: Strange Timez: Review”. Consequence of Sound⁠(d). Accesat în 26 octombrie 2020.
30. ↑  Murray, Robin (22 octombrie 2020). „Gorillaz - Song Machine, Season One: Strange Timez”. Arhivat din original la 23 noiembrie 2020. Accesat în 26 octombrie 2020.
31. ↑  Suskind, Alex; Greenblatt, Leak (16 octombrie 2020). „Review Roundup: Gorillaz' Strange Timez, Jónsi's Shiver, and a posthumous Sharon Jones album”. Entertainment Weekly. Accesat în 26 octombrie 2020.
32. ↑  Petridis, Alexis (15 octombrie 2020). „Gorillaz: Song Machine Season One: Strange Timez review – the poignant sound of social distancing”. The Guardian. Accesat în 26 octombrie 2020.
33. ↑  Browne, Hannah (17 octombrie 2020). „Album Review: Gorillaz - Song Machine Season One: Strange Timez”. Gigwise.
34. ↑  Beaumont, Mark (22 octombrie 2020). „Gorillaz review, Song Machine, Season One: Strange Timez – the finest Gorillaz album in a decade”. The Independent. Accesat în 24 octombrie 2021.
35. ↑  @mikewillmadeit (9 septembrie 2020). „Mike WiLL Made-It on Instagram: GOT A BANGER ON THE GORILLAZ NEW ALBUM #DEADBUTTERFLIES ‼️🤯 FT @roxani_arias & @therealkano EAR DRUMMER GL🌍BAL”. Accesat în 11 septembrie 2020 – via Instagram.
36. ↑  „Credits / Song Machine, Season One: Strange Timez”. Tidal⁠(d). Accesat în 27 octombrie 2020.
37. ↑  "Gorillaz – Song Machine, Season One: Strange Timez". Australiancharts.com. Hung Medien.
38. ↑  "Gorillaz - Song Machine, Season One: Strange Timez" (In German). Austriancharts.at. Hung Medien.
39. ↑  "Gorillaz – Song Machine, Season One: Strange Timez" (In Dutch). Ultratop.be. Hung Medien.
40. ↑  "Gorillaz – Song Machine, Season One: Strange Timez" (In French). Ultratop.be. Hung Medien.
41. ↑  "Gorillaz Album & Song Chart History" Billboard Canadian Albums Chart for Gorillaz. Prometheus Global Media.
42. ↑  „Lista prodaje 46. tjedan 2020. (09.11.2020. - 15.11.2020.)” (în croată). Top Lista HR. Accesat în 25 noiembrie 2020.
43. ↑  "Gorillaz – Song Machine, Season One: Strange Timez". Danishcharts.com. Hung Medien.
44. ↑  "Gorillaz – Song Machine, Season One: Strange Timez". Dutchcharts.nl. Hung Medien.
45. ↑  "Gorillaz – Song Machine, Season One: Strange Timez". Lescharts.com. Hung Medien.
46. ↑  „Official IFPI Charts - Top-75 Albums Sales Chart (Combined) - Week 46/2020”. IFPI Greece⁠(d). Arhivat din original la 23 noiembrie 2020. Accesat în 23 noiembrie 2020.
47. ↑  "Archívum – Slágerlisták – MAHASZ – Magyar Hangfelvétel-kiadók Szövetsége". Mahasz.hu. LightMedia.
48. ↑  "Gorillaz – {{{album}}}". Irishcharts.com. Hung Medien.
49. ↑  "Gorillaz – Song Machine, Season One: Strange Timez". Italiancharts.com. Hung Medien.
50. ↑  „SONG MACHINE:Season One-Strange Timez - GORILLAZ” (în japoneză). Oricon. Accesat în 5 noiembrie 2020.
51. ↑  "Gorillaz – Song Machine, Season One: Strange Timez". Charts.org.nz. Hung Medien.
52. ↑  "Oficjalna lista sprzedaży :: OLIS - Official Retail Sales Chart" (In Polish). OLiS. Polish Society of the Phonographic Industry.
53. ↑  "Gorillaz – Song Machine, Season One: Strange Timez". Portuguesecharts.com. Hung Medien.
54. ↑  "{{{date}}} Top 40 Scottish Albums Archive | Official Charts". UK Albums Chart. The Official Charts Company.
55. ↑  "Gorillaz – Song Machine, Season One: Strange Timez". Spanishcharts.com. Hung Medien.
56. ↑  "Gorillaz – Song Machine, Season One: Strange Timez". Swisscharts.com. Hung Medien.
57. ↑  "{{{date}}} Top 40 Official UK Albums Archive | Official Charts". UK Albums Chart. The Official Charts Company.
58. ↑  "Gorillaz Album & Song Chart History" Billboard 200 for Gorillaz. Prometheus Global Media.
59. ↑  "Gorillaz Album & Song Chart History" Billboard Top Alternative Albums for Gorillaz. Prometheus Global Media.
60. ↑  "Gorillaz Album & Song Chart History" Billboard Top Rock Albums for Gorillaz. Prometheus Global Media.
61. ↑  „Top Alternative Albums - Year-End 2020”. Billboard. Accesat în 13 decembrie 2020.
62. ↑  „Top Rock Albums - Year-End 2020”. Billboard. Accesat în 13 decembrie 2020.